# Fikrat Goja
Fikret Goja (en azéri : Fikrət Göyüş oğlu Qocayev; né le 25 août 1935 à Kotanarkh, district d'Aghdach et mort le 5 mai 2021 à Aghdach, Azerbaїdjan) est un Poète du Peuple de la République d'Azerbaïdjan (1998).

## Biographie
Fikret Goyuch oghlu Godja est diplômé de l’école secondaire d'Aghdach. Dès son plus jeune âge Fikret Goja montre une tendance à la créativité littéraire.
- 1953-1957 - études à l'école technique ferroviaire de Bakou.
- 1957-1959 - travail au département de construction de Bakou.
- 1959-1964 -  études à l'Institut de littérature Maxime-Gorki
- 1964-1965 -rédacteur à Conseil de l’Audiovisuel d'État d'Azerbaïdjan.
- 1967-1970 -  membre de la rédaction du journal Jeunesse azerbaïdjanaise.
- 1970-1975 - secrétaire responsable de l'Union des écrivains d'Azerbaïdjan.
- 1978-1987 - chef du département au magazine Azerbaïdjan
- 1987- 2004 - rédacteur en chef de la collection d'art Gobustan.
- 1998 - secrétaire de l'Union des écrivains azerbaïdjanais
- 2004 - premier secrétaire de l’Union des écrivains azerbaïdjanais[1].

## Œuvre littéraire
Fikret Godja visite de nombreux pays du monde et dédie des poèmes aux mouvements de libération nationale de ces pays, notamment le combattant de la liberté cubain Ernesto Che Guevara (Lettres sans adresse), la figure du mouvement de liberté de Guinée-Bissau Amilcar Cabral (Amilcar Cabral), le héros national des Philippines José Rizal (Jose Risal), le jeune vietnamien Li Vi Tom (Li Vi Tom) et d'autres.
Dans les années 1990, il écrit des poèmes sur la lutte pour la liberté en Azerbaïdjan, tels que Passés par le feu, Niveau humain, Vérités ordinaires.
Fikret Godja a également un certain nombre d'œuvres en prose. Les événements du 20 janvier 1990 sont reflétés dans les histoires La mort n'est pas une séparation (1990), Pour l'instant, jusqu'au Jour du Jugement (2000)  et d’autres.
Les poésies du poète sont mises en musique.

## Prix et distinctions
- Prix  Komsomol de Lénine de la RSS d'Azerbaïdjan (1968)
- Titre honorifique d'Ouvrier émérite de la RSS d'Azerbaïdjan ( 30 juillet 1979)
- Ordre de la Gloire (Azerbaïdjan) ,26 juin 1995[3]

Titre honorifique Poète du peuple de la République d'Azerbaïdjan (23 mai 1998)
- Prix Humay (1998)
- Bourse individuelle du Président de la République d'Azerbaïdjan (11 juin 2002)
- Diplôme honorifique du Président de la République d'Azerbaïdjan (16 juillet 2010)[4]
- Ordre de l'Honneur (1er septembre 2015)
- Prix d'État de la République d'Azerbaïdjan (26 mai 2016)
- Ordre de l'Indépendance ( 24 août 2020)[5].